# Паркер, Лоутон Сайлас

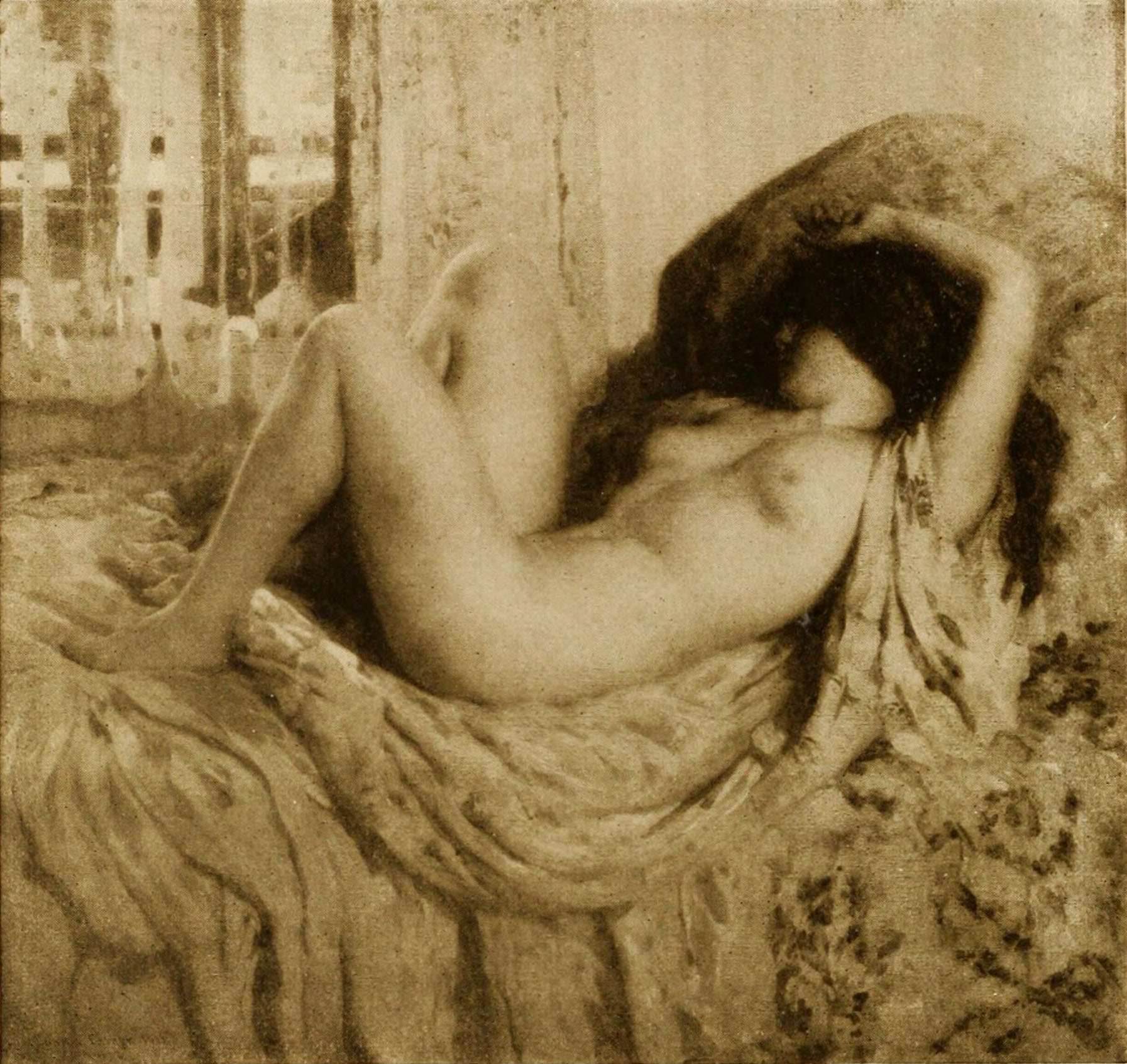
Лоутон Паркер. «Лень» (Paresse), 1916

Лоутон Сайлас Паркер (англ. Lawton S. Parker; 7 августа 1868, Фэйрфилд, Мичиган — 1954, Пасадина) — американский художник-импрессионист.

## Жизнь и творчество
В 1873 году семья Паркер переезжает в штат Небраска. В 1886 Л. С. Паркер поступает в чикагский Институт искусств. В 1888 году он продолжает обучение в парижской академии Жюлиана, где ему преподают Адольф Вильям Бугро и Тони Робер-Флёри. После своего возвращения в Нью-Йорк молодой художник вступает в «Студенческую художественную лигу», где берёт уроки у таких доцентов, как Уильям Чейз и Джеймс Э. Уистлер. Затем Паркер снова отправляется в Париж, на этот раз в Школу изящных искусств, где его преподавателями становятся Жан-Леон Жером и Жан-Поль Лорен. В 1902 году Паркер селится во французском местечке Живерни, где к этому времени сложилась небольшая колония из американских художников (Ги Роуз, Эльсон Кларк и др.). В те годы в Живерни также жил и работал французский художник Клод Моне, работы которого оказали влияние на творчество Л. С. Паркера.

## Избранные картины
- Английская девушка
- Весна. Санта-Барабара
- Ранняя весна
- Дама в лесу
- Летний сад
- Рододендрон